# 西区おでかけサポートバス

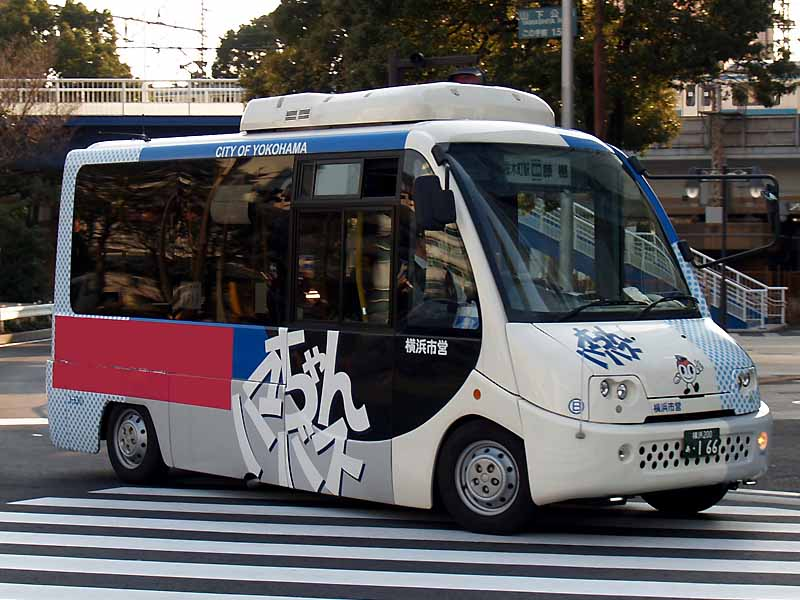
西区おでかけサポートバス「ハマちゃんバス」専用車両 (3-5301)
日野・ポンチョ（初代）

西区おでかけサポートバス（にしくおでかけサポートバス）は、かつて横浜市が西区で運行していたコミュニティバスの正式名称。愛称はハマちゃんバス。2003年（平成15年）12月15日運行開始、2007年（平成19年）3月31日廃止。運行は横浜市営バス保土ケ谷営業所が担当していた。
横浜市営バスでは唯一のコミュニティバスであり、当時は横浜市内で唯一のコミュニティバスであった。

## 概要
横浜市都市計画局と横浜市西区が「おでかけサポートバス実証実験事業」として運行していた。みなとみらい21などの観光スポットに近い桜木町駅西部の住宅地を循環していた。
横浜市交通局が付与する系統番号は270系統であった。のちにこの系統番号は、横浜駅と赤レンガ倉庫を結ぶ直行バスが使用している。
利用者の減少により、バス路線の再編に合わせて2007年（平成19年）3月31日をもって廃止した。横浜市営バスでは、3年3か月間コミュニティバスが存在していたことになる。

## 沿革
- 2003年12月15日 - 2年間の実験運行の予定で運行を開始する。
- 2004年9月10日 - 伊勢町 - 光源寺前間に上原・伊勢町2丁目の両停留所を新設すると共に、野毛大通り - 横浜桜木郵便局前間の桜木町駅前停留所を廃止する（それまで二重通過を行っていた）。
- 2005年
  - 2月18日 - 紅葉坂 - 開洋亭前間に宮崎地域ケアプラザ前停留所を新設する。
  - 12月16日 - 利用が好評だったため試験を延長し、翌2006年3月31日まで運行を継続する。
- 2006年
  - 4月1日 - 利用が好評だったため10月31日まで運行を継続するが、運行間隔や運賃設定などが変更される。即ち、横浜桜木郵便局前停留所の廃止と起・終点の設定、および桜木町駅前の乗り越し制度廃止を行う。
  - 8月1日 - 再び運行間隔や形態が変更され、運行形態はほぼ開業当初のように戻る。即ち、循環運行を再実施し、横浜桜木郵便局を再設置する（これにより一部便を除いて乗り越し制度が復活する）。また、回送便2便を活用して浜松町発と西区総合庁舎入口止まりを設定する（尾張屋橋を経路に保土ケ谷車庫への出入庫のため）。
- 2007年3月31日 - 利用客や運賃収入額が目標値をはるかに下回ることから、運行を終了する。

## 運賃・乗車券類
運賃は100円均一ではなく、他の市営バス路線と同額（大人210円・小児110円）であった。他の市営バス路線とは異なり、マリンカード・バス共通カード・定期券・各種一日乗車券は利用できなかった。また横浜市が発行する敬老パスも利用できなかったが、70歳以上の高齢者は年齢が確認できる証明書（敬老パス、運転免許証、健康保険証など）の提示で運賃が100円に割引された。
本系統専用の回数券があり、11枚綴りで2,000円だった。運行終了後は回数券は利用できなくなり、2007年（平成19年）5月31日までは西区役所企画調整係で、手数料を差し引いた上で回数券の払い戻しを行っていた。払い戻しは残り2枚以上の場合に限り、1枚のみの場合は払い戻しできなかった。

## 路線
桜木町駅を起終点とする一周約40分の片方向循環で、9時から17時までの時間帯で運行していた。バス停留所ナンバリングは行われていなかった。
終点が設定されていない便は乗り越し可能だが、一周を超えての重複乗車はできない。
廃止時点の運行経路は以下のとおり。
- 桜木町駅前→紅葉坂→宮崎地域ケアプラザ前→開洋亭前→伊勢町→上原→伊勢町2丁目→光源寺前→西前町→西区総合庁舎入口[※ 1]→浜松町[※ 1]→藤棚→県教育会館前→願成寺坂上→西戸部2丁目→羽沢稲荷→水道道入口→野毛山動物園前→中央図書館→野毛坂→日ノ出町1丁目→野毛町→野毛大通り→横浜桜木郵便局→桜木町駅前

1. 1 2  時間帯によって西区総合庁舎入口止まり、浜松町発の便が存在した。

## 車両
専用車両として、「ハマちゃんバス」カラーの小型ノンステップバスを使用していた。
車種は横浜市営バスの一般路線バスで使用される小型バス（日野・リエッセ）とは異なり、日野・ポンチョ（初代）が採用された。